# Xavier Caers
Xavier Caers (ur. 5 lutego 1950 w Mol) – belgijski piłkarz grający na pozycji lewego obrońcy. Był reprezentantem Belgii.

## Kariera klubowa
Swoją karierę piłkarską Caers rozpoczął w klubie KFC Wezel Sport, w barwach którego zadebiutował w sezonie 1967/1968 w trzeciej lidze belgijskiej. W 1968 roku przeszedł do drugoligowego Royal Antwerp FC. W sezonie 1969/1970 wywalczył z nim awans do pierwszej ligi. W sezonach 1973/1974 i 1974/1975 wywalczył z nim dwa wicemistrzostwa Belgii. W 1978 roku przeszedł do drugoligowego VC Rotselaar, z którym w sezonie 1978/1979 spadł do trzeciej ligi. W latach 1982–1984 grał w KFC Dessel Sport, w którym zakończył karierę.
| Sezon   | Klub             | Kraj   | Rozgrywki   | Mecze | Gole |
| ------- | ---------------- | ------ | ----------- | ----- | ---- |
| 1967/68 | KFC Wezel Sport  | Belgia | Division 3A | ?     | ?    |
| 1968/69 | Royal Antwerp FC | Belgia | Division 2  | 11    | 2    |
| 1969/70 | Royal Antwerp FC | Belgia | Division 2  | 13    | 1    |
| 1970/71 | Royal Antwerp FC | Belgia | Division 1  | 23    | 3    |
| 1971/72 | Royal Antwerp FC | Belgia | Division 1  | 15    | 1    |
| 1972/73 | Royal Antwerp FC | Belgia | Division 1  | 25    | 3    |
| 1973/74 | Royal Antwerp FC | Belgia | Division 1  | 30    | 2    |
| 1974/75 | Royal Antwerp FC | Belgia | Division 1  | 37    | 2    |
| 1975/76 | Royal Antwerp FC | Belgia | Division 1  | 21    | 0    |
| 1976/77 | Royal Antwerp FC | Belgia | Division 1  | 25    | 0    |
| 1977/78 | Royal Antwerp FC | Belgia | Division 1  | 31    | 2    |
| 1978/79 | VC Rotselaar     | Belgia | Division 2  | ?     | ?    |
| 1979/80 | VC Rotselaar     | Belgia | Division 3B | ?     | ?    |
| 1980/81 | VC Rotselaar     | Belgia | Division 3A | ?     | ?    |
| 1981/82 | VC Rotselaar     | Belgia | Division 3A | ?     | ?    |
| 1982/83 | KFC Dessel Sport | Belgia | Division 3B | ?     | ?    |
| 1983/84 | KFC Dessel Sport | Belgia | Division 3B | ?     | ?    |

## Kariera reprezentacyjna
W reprezentacji Belgii Caers zadebiutował 30 kwietnia 1975 w wygranym 1:0 towarzyskim meczu z Holandią, rozegranym w Antwerpii. Był to jego jedyny mecz w kadrze narodowej.